# Michael Della Femina
Michael Thomas Della Femina (né le 18 juin 1965 à Brooklyn, à New York) est un producteur, un acteur, un restaurateur américain et le fondateur de StoreFront.

## Jeunesse
Della Femina est né à Brooklyn, à New York, et a grandi à Manhattan.